# Calzadilla de Tera
Calzadilla de Tera é um município da Espanha na província de Zamora, comunidade autónoma de Castela e Leão, de área 21,90 km² com população de 13150 habitantes (2006) e densidade populacional de 15,48 hab./km².

## Demografia
| Variação demográfica do município entre 1991 e 2004 | Variação demográfica do município entre 1991 e 2004 | Variação demográfica do município entre 1991 e 2004 | Variação demográfica do município entre 1991 e 2004 |
| --------------------------------------------------- | --------------------------------------------------- | --------------------------------------------------- | --------------------------------------------------- |
| 1991                                                | 1996                                                | 2001                                                | 2004                                                |
| 635                                                 | 524                                                 | 483                                                 | 467                                                 |